# Guliónovka
Guliónovka (Гулёновка en rus) - és un poble de l'óblast de Penza, a Rússia, el 2004 tenia 630 habitants.